# Корі Левандовскі
Корі Левандовскі (англ. Corey Lewandowski; нар. 18 вересня 1973, Лоуелл, Массачусетс) — американський політичний консультант. Він є політичним оглядачем на CNN і колишнім менеджером президентської виборчої кампанії бізнесмена Дональда Трампа з січня 2015 до червня 2016.

## Біографія
У 1995 р. він закінчив Університет Массачусетса — Лоуеллі, отримав ступінь бакалавра з політології.
У 1994 р., як студент, Левандовскі балотувався до Палати представників Массачусетса.
Левандовскі працював помічником конгресмена-республіканця від штату Массачусетс Пітера Торкільдсена з січня 1996 по січень 1997, будучи аспірантом в Американському університеті (він отримав ступінь магістра у галузі політології у 1997 р.). Будучи студентом, у 1997 р., Левандовскі був інтерном сенатора-демократа штату Массачусетс Стівена Панагіотакоса.
З грудня 1997 до лютого 2001 Левандовскі працював помічником з адміністративних питань конгресмена-республіканця з Огайо Боба Нея.
Левандовскі працював більшу частину 2001 року у Національному комітеті Республіканської партії.
Левандовскі був менеджером виборчої кампанії сенатора США від штату Нью-Гемпшир Боба Сміта. Сміт програв республіканські праймеріз конгресмену Джону Сунуну.
З 2003 по 2004 рік Левандовскі був виконавчим директором Асоціації виробників морепродуктів Нової Англії.
З вересня 2004 до липня 2012 Левандовскі працював у Schwartz MSL директором зі зв'язків з громадськістю.
Левандовскі закінчив поліцейську академію Нью-Гемпширу у 2006 році і працював з 2006 по 2010 рік сезонним морським патрульним офіцером-стажистом Поліції штату Нью-Гемпшир.
У 2008 р. Левандовскі почав працювати в організації Americans for Prosperity.

## Особисте життя
Одружений, має чотирьох дітей.
Католик. Він живе у Віндемі, штат Нью-Гемпшир.